# 4718 Araki
A 4718 Araki (ideiglenes jelöléssel 1990 VP3) a Naprendszer kisbolygóövében található aszteroida. Fudzsii Tecuja és Vatanabe Kazuró fedezte fel 1990. november 13-án.